# Hình lưỡi liềm
Hình lưỡi liềm (tiếng Anh: crescent, /ˈkrɛsənt/, UK: /ˈkrɛzənt/) là một biểu tượng hoặc hình tượng trưng (emblem) dùng để mô tả một pha Mặt Trăng khuyết trong phần tư đầu tiên hoặc phần tư cuối cùng của một tháng âm lịch, hoặc nó cũng có thể được sử dụng khái quát hơn, là biểu tượng cho chính Mặt Trăng.
Trong Hindu giáo, thần Shiva thường được thể hiện với hình trăng lưỡi liềm cài trên đầu, là biểu tượng rằng vị thần là bất diệt và chế ngự thời gian.
Hình lưỡi liềm cũng là ký hiệu của Mặt Trăng trong chiêm tinh, và do đó cũng là ký hiệu của bạc trong giả kim thuật. Nó cũng là hình tượng trưng của nữ thần Diana/Artemis, và do đó cũng tượng trưng cho sự trinh tiết. Trong Kitô giáo, nó gắn liền với Đức Trinh nữ Maria.
Bởi biểu tượng này được sử dụng làm hình chạm đầu mái của các nhà thờ Hồi giáo thời Ottoman, nó cũng đã trở thành một biểu tượng chung của Hồi giáo, và hình lưỡi liềm đã bắt đầu được sử dụng trong huy hiệu dành cho các tuyên úy theo Hồi giáo trong quân đội Hoa Kỳ vào năm 1993.

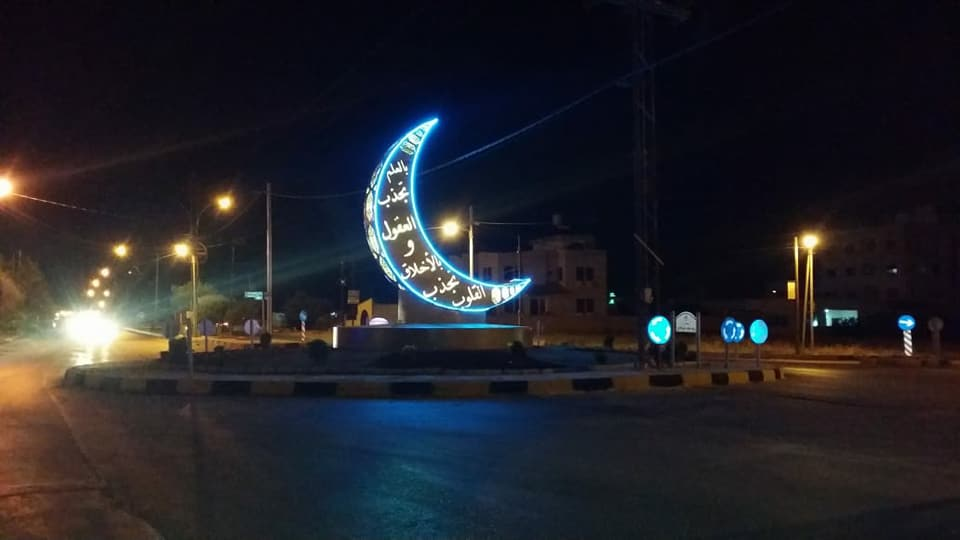
Hình lưỡi liềm được mô tả trong hình dạng của một biển hiệu đèn sáng.